# Isthmohyla zeteki
Espèce
Synonymes
- Hyla zeteki Gaige, 1929

Statut de conservation UICN

 NT  : Quasi menacé
Isthmohyla zeteki est une espèce d'amphibiens de la famille des Hylidae.

## Répartition
Cette espèce se rencontre au Costa Rica et dans l'ouest du Panama entre 1 200 et 1 804 m d'altitude dans les cordillères Centrale et de Talamanca,.

## Étymologie
Cette espèce est nommée en l'honneur de l'entomologiste James Zetek.

## Publication originale
- Gaige, 1929 : Three new tree-frogs from Panama and Bolivia. Occasional Papers of the Museum of Zoology, University of Michigan, no 207, p. 1-6 (texte intégral).